# Taterillus pygargus
Taterillus pygargus es una especie de roedor de la familia Muridae.

## Distribución geográfica
Se encuentra en el sur de Níger, noroeste de Nigeria, Senegal, posiblemente Gambia, posiblemente Malí y, posiblemente sur de Mauritania.

## Hábitat
Su hábitat natural son: sabanas áridas, matorrales áridos, clima tropical o subtropical, pastizales y las tierras de cultivo.